# Angkorthom

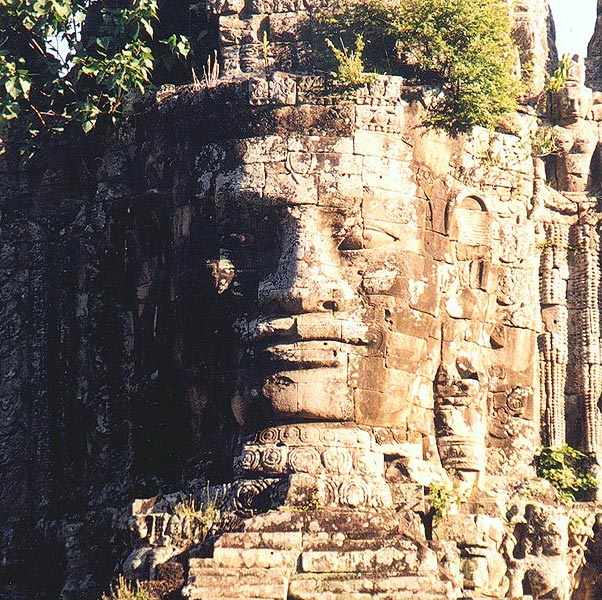
A déli kaput díszítő arcos-torony Avalokitesvara vonásaival

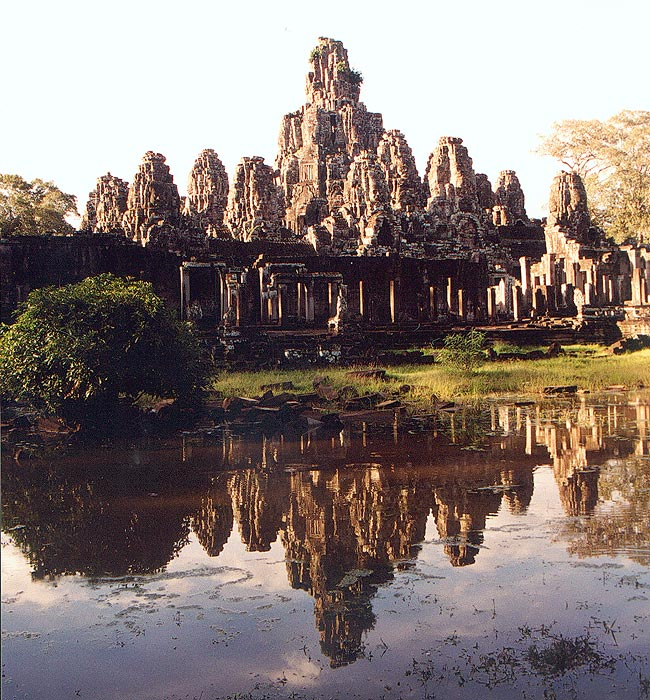
Bajon-templom

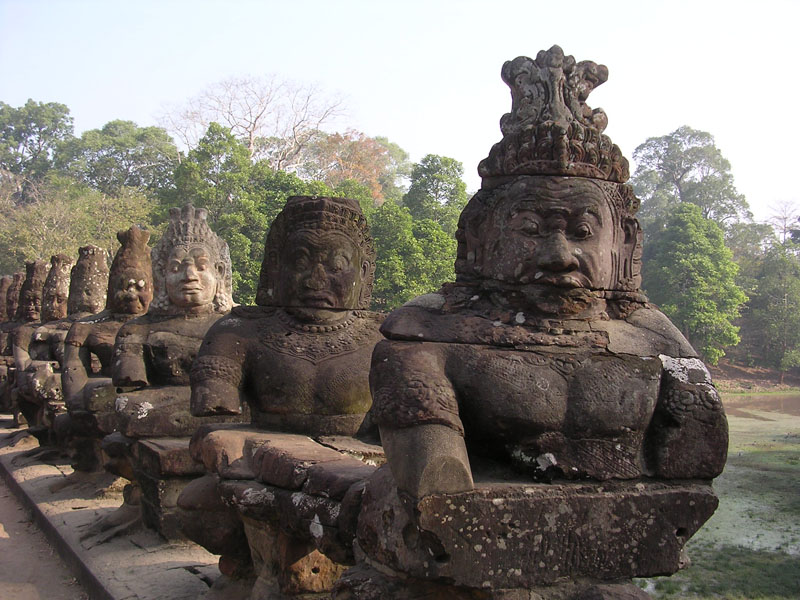
A déli hidat díszítő istenszobrok

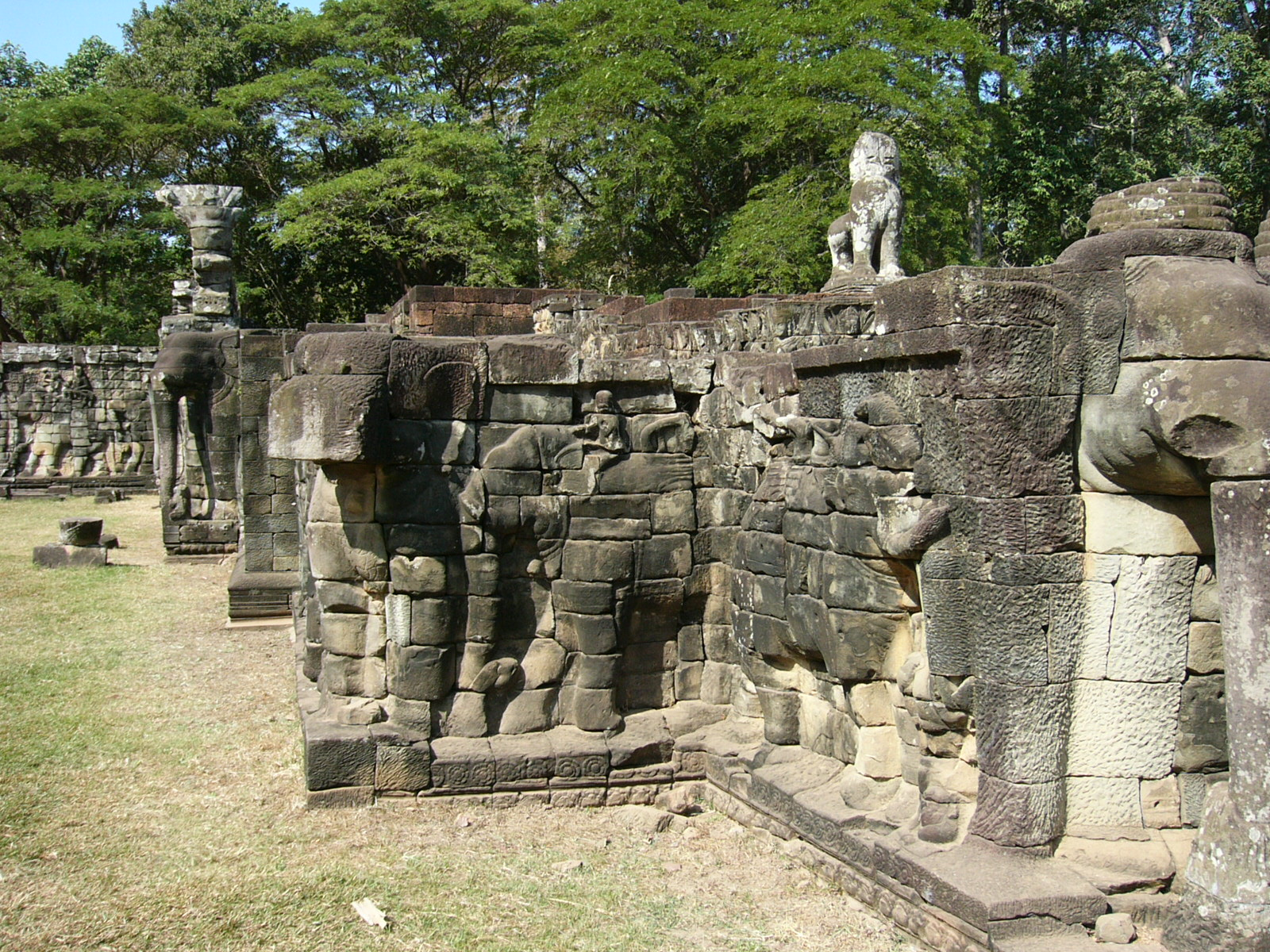
Elefántterasz

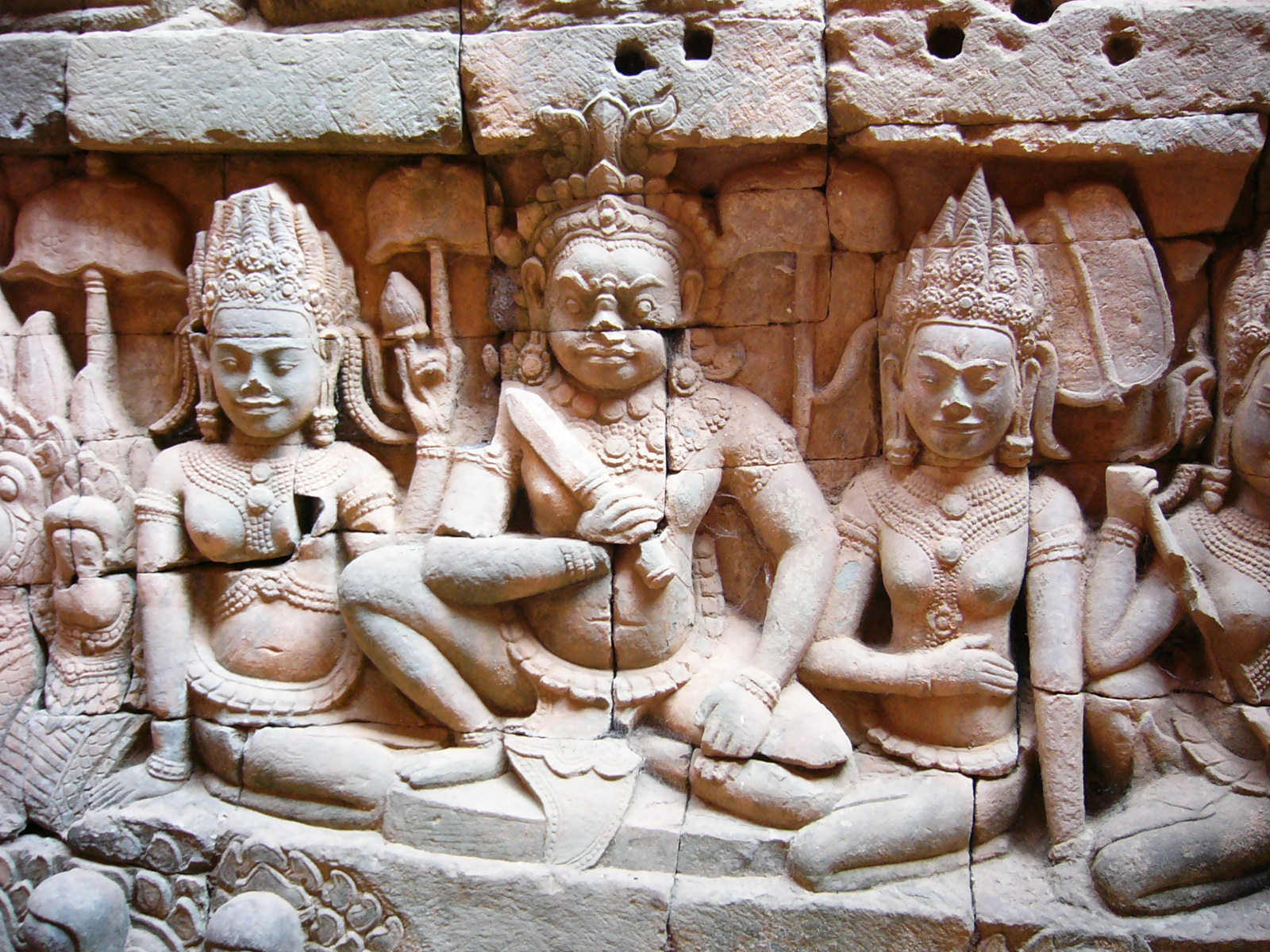
Domborműrészlet a Leprás király teraszáról

Angkor romjai központjának térképe

Angkorthom – a nagy város – az UNESCO által 1992-ben világörökséggé nyilvánított angkori romváros része Kambodzsában. Angkorthom volt a Khmer Birodalom utolsó fővárosa, amely a 12. század végén, VII. Dzsajavarman király és örökösei uralkodása alatt épült. A város területe 9 km². A földi mennyország vízióját életre keltő város falait öt monumentális kapu díszíti; a  vizesárok fölött átívelő hidak a kapukon túl utakban folytatódnak, amelyek a város belsejébe, annak középpontjában álló Bajon-főtemplomhoz vezetnek. A templomot díszes, fedett folyosók zárják körbe, amelyek tetejéről 49 „arcos torony” emelkedik a magasba. Az enyhén ívelt ajkakkal és lezárt szemhéjak árnyékolta szemekkel megformált sejtelmes mimikájú arcok jelenítik meg a nagyvilág számára Angkor időtlen mosolyát.

## A város története
VII. Dzsajavarman (1181–1219) a Khmer Birodalom történetének legismertebb nagy uralkodója volt. A 12–13. század fordulóján élt királyt, mint a Nagy Építőt őrizte meg az emlékezet. 39 éves uralkodása alatt egymaga több templomot, szentélyt, utat, hidat, fogadót, iskolát, monostort és kórházat (!) építtetett, mint az összes többi khmer uralkodó a birodalom fennállásának teljes hat és fél százada alatt együttvéve. A hatalmas építkezések hihetetlen erőfeszítést igényeltek a khmer társadalom dolgozó osztályaitól: a rengeteg szolgától, kőfaragó-építőmestertől és az őket ellátó parasztoktól. A király az udvar és a hadsereg ellátásán felül, az összes kincstári bevételt építkezésekre fordította. Ennek eredménye számos lenyűgöző építmény: Angkorthom, a Bajon, Ta Prohm, az Elefántterasz, a ’Leprás’ király vagy Jama isten terasza, Prah Khan, Praszat Suor Prat és megannyi kisebb szentély. Következménye pedig, hogy az addig gazdag, erős birodalom anyagi és emberi erőforrásainak kizsákmányolásával meggyöngítette az országot, így közvetetten hozzájárult annak végső hanyatlásához.
Angkorthom, az első buddhista szellemben épült khmer királyi székhely, Jashodharapurától (a birodalom régi, három évszázaddal korábban alapított fővárosától) északnyugatra fekszik és annak egyes területeit is magába folglalja. A város legkiemelkedőbb korábban emelt épületi az egykori főtemplom, a Baphuon, és a Phimeanakasz az új királyi palota részei lettek. (A Khmerek sohasem húztak szigorú határt Angkorthom és Jashodharapura közé: a 14. századból ránk maradt oszlopfeliratok szerint a város  korábbi nevét használták, és az Angkorthom – nagy város – elnevezés csak a 16. században terjedt el.)
Angkorthom nagyszerű templomai, monostorai és világi épületei ámulatba ejtették a korabeli utazókat; mindannyian a legnagyobb elismeréssel és csodálattal számoltak be a városról. Angkorthom utolsó épülete az 1295-ben épült Mangalatha. A Nagy Építő leszármazottai nem kezdtek új építkezéseket, csupán a már meglévő épületek átalakításával változtattak a városképen.
A következő évszázadokban Angkorthom hanyatlásnak indult és csak 1609 után került ismét a figyelem középpontjába, amikor az első nyugati látogatók hírül adták, hogy áll az őserdőben egy „olyan csodálatos város mint Platón Atlantisza”, amelynek épületei vetekednek a Traianus császár építtette Rómával.

## Stílusa
Angkorthom, Bajon stílusban épült. Szemmel láthatóan a központi templom stílusa manifesztálódik a város épületein, amelyek nagy része lateritből épült.  E stílust követik a finoman dekorált templomok, a kapukat és a főtemplomot díszítő ún. „arcos-tornyok”- a hatalmas emberi arcot formáló szobrászati alkotások, és a mitikus Naga-kígyót tartó hatalmas isten- és démon-szobrok is.

## Fekvése és formai jellegzetességei
Angkorthom a Sziemreap folyó jobb partján fekszik, Tonle Saptól negyedmérföldre. A város déli kapuja a folyótól 7,2 kilométerre, Angkorvat nyugati bejáratától 1,7 kilométerre emelkedik.  Árokkal szegélyezett falai 8 méter magasak és minden irányban 3 kilométer hosszúak. A falak  lateritből és agyagból készültek. A városba öt elefántokkal és arcokkal díszített kapu vezet: keleti irányban kettő, a többi égtáj felé, a falak közepén egy-egy. A kapuktól induló utak, amelyek Angkorthomot négy részre osztják, a város középpontjában álló, piramis alakú, háromteraszos Bajon-templomhoz futnak. Az utak két oldalán isteneket és démonokat ábrázoló szobrok sorakoznak, amelyek a khmerek őseként tisztelt Naga-kígyót, a vizek szellemét tartják a kezükben. Hasonló jelenet található Angkorvatban, a „Tenger köpülése” című monumentális domborművön is. A főtemplom a szent Meru-hegyet szimbolizálja, míg a körötte emelkedő többi épület a kisebb hegyeket és a tengereket.  Angkorthom a korábbi fővárosok mintáját ismételve: az univerzum kicsinyített mása.
A Bajon-templomot díszes fedett folyosók veszik körül és ezek tetejéről 49, lótuszvirághoz hasonlatos  „arcos-torony”  emelkedik a magasba. A 23 méteres tornyok a kutatók szerint Sákjamuni Buddha vagy Avalokitésvara bódhiszattva megtestesülésének, azaz a földi istenségnek nyilvánított Dzsajavarman király arcvonásait ábrázolják. A hatalmas szoborarcok a négy égtáj felé fordulva őrzik a birodalmat. A Bajon „templomhegy” talán maga is egy kapu, amely a földi és az égi világot kapcsolja össze. A folyosók 3,5 méter széles és 7 méter hosszúak és eredetileg fa ajtókkal voltak lezárva.
A Bajon-templomtól északra fekszik a Győzelmi Tér.  A város minden fontosabb épülete e tértől keletre, illetve nyugatra található. Délről észak felé haladva a nyugati oldalon  emelkedik a Baphuon, az Elefántterasz, Phimeanakasz, a királyi palota, a Leprás király terasza, Tep Pranam és Prah Palilaj; a keleti oldalon áll Praszat Suor Prat, a déli-  és az  északi-Khleang, valamint Prah Pithu. A Győzelmi Teret és a királyi palotát, a város keleti főútjával párhuzamosan futó  Győzelmi út köti össze, amely a városfal közepén nyíló keleti kaputól 500 méterre északra álló Győzelmi Kaputól indul.
Ma a város legismertebb kapuja a teljesen helyreállított déli kapu; a turisták ezen keresztül léphetnek be Angkorthomba.
Az Angkorra oly jellemző vízmedencék, csatornák, vizesárkok hatalmas rendszere Angkorthomot is behálózta, mind kelet-nyugati, mind pedig észak-déli irányban, fő funkciója a  vízszabályozás és az öntözés volt.
A város nagy része, a fából készült lakóházak, a királyi palota és más világi épületek mind tönkrementek, az erdő fogságában elpusztultak. A város déli területeit ma is erdő borítja.

## Angkorthom a populáris kultúrában
Az „Eternal Darkness”: Sanity’s Requiem című videójátékában, Angkorthom Mantorok – a káosz istenének, az ősök patrónusának birodalma. A sorozatban a khmer emberek a mágikus erővel ruházzák fel és a termékenység isteneként tisztelik.